# Gonichthys venetus
Gonichthys venetus är en fiskart som beskrevs av Becker, 1964. Gonichthys venetus ingår i släktet Gonichthys och familjen prickfiskar. Inga underarter finns listade i Catalogue of Life.